# Bernard le Trévisan
Ne doit pas être confondu avec Bernard de Trèves.
Bernard le Trévisan (Bernardus Trevisanus) est un alchimiste italien fictif qui aurait vécu de 1406 à 1490. Sa biographie a été composée par des éditeurs et des commentateurs de textes alchimiques du XVIe siècle. Il serait né dans une famille noble de Padoue et aurait passé toute sa vie à dilapider la fortune familiale à la recherche de la pierre philosophale. Le personnage mythique est né d'une confusion avec l'alchimiste Bernard de Trèves dont la mort est datée en 1387 dans une chronique révélée par une étude récente. Il a été également identifié à Eberhard I von der Marck-Arenberg (de) (1305-1387), diplômé en droit et membre du clergé, devenu évêque de Cologne. Ce dernier a démissionné de ses fonctions dans l'Église pour se marier en 1346 avec Maria de Looz-Agimont (vers 1336-1410), dont les comtés étaient au cœur des conflits impliquant la famille Von der Marck durant tout le Moyen-Âge. À partir de 1366, il était étroitement lié à Kuno II von Falkenstein (vers 1320-1388), archevêque de Trèves.

## Biographie
Le fictif Bernard Trévisan a commencé sa carrière d'alchimiste à l'âge de quatorze ans. Il obtient pour cela la permission de sa famille qui souhaite également augmenter sa richesse. Il travaille d'abord avec un moine de Cîteaux nommé Gotfridus Leurier. Ils tentent pendant huit ans de façonner la pierre philosophale à partir de coquilles d'œufs de poule et de jaunes d'œuf purifiés dans du fumier de cheval.
On pense qu'il influence le travail de Gilles de Rais dans les années 1430.
Il travaille ensuite avec des minéraux et des sels naturels en utilisant des méthodes de distillation et de cristallisation empruntées à Jabir ibn Hayyan et Muhammad ibn Zakariya al-Razi. Lorsque ceux-ci échouent, il se tourne vers des matières végétales et animales, utilisant finalement du sang et de l'urine humains. Il vend progressivement sa fortune pour acheter des secrets et des indices sur la pierre, le plus souvent à des escrocs. Il voyage partout dans le monde de l'époque (pays baltes, Allemagne, Espagne, France, Vienne, Égypte, Palestine, Perse, Grèce, Turquie et Chypre), pour trouver des indices laissés par d'anciens alchimistes. Sa santé se détériore alors, très probablement à cause des vapeurs qu'il avait créées avec son alchimie. Il se retire sur l'île de Rhodes, travaillant toujours sur la pierre philosophale jusqu'à sa mort en 1490.

## Œuvres attribuées
Au XVIe siècle, plusieurs ouvrages alchimiques ont été attribués à Bernard : Trevisanus de Chymico miraculo, quod lapidem philosophiae appelant, été édité en 1583 par Gerhard Dorn. Réponse de Bernardus Trevisanus, à l'Épître de Thomas de Bologne et The Prefatory Epistle of Bernard Earl of Tresne, en anglais, parut dans Aurifontina Chymica en 1680.